# American Academy of Political and Social Science
Die American Academy of Political and Social Science (AAPSS) ist eine Vereinigung zur Förderung und Entwicklung der Sozialwissenschaften. Sie wurde 1889 auf Initiative von Edmund J. James in Philadelphia gegründet. James amtierte von 1890 bis 1901 als AAPSS-Gründungspräsident. Bei der Akademie-Gründung wurde Vielfalt der vertretenen sozialwissenschaftlichen Disziplinen und Personen angestrebt, zu den Gründungsmitgliedern zählten Frauen wie Jane Addams und Afroamerikaner wie W. E. B. Du Bois.
Die AAPSS hat gut 130 Fellows (Stand 2021). Jährlich wird eine kleine Gruppe von Wissenschaftlern und Vertretern des öffentlichen Dienstes zur Mitgliedschaft eingeladen. Jedes Fellowship ist nach einem herausragenden Wissenschaftler oder einer führenden Persönlichkeit des öffentlichen Lebens benannt, der oder die einen Beitrag zu The Annals geleistet hat.
Seit 1890 erscheint die AAPSS-Publikation Annals. Jeder der zweimonatlich erscheinenden Bände befasst sich mit einem einzigen Thema.

## AAPSS-Präsidentschaften
Bisher hatten folgende Personen die AAPSS-Präsidentschaft inne:
1. Edmund J. James (1890–1901)
2. Samuel McCune Lindsay (1901–1902)
3. Leo Stanton Rowe (1902–1930)
4. Ernest M. Patterson (1930–1953)
5. James C. Charlesworth (1953–1970)
6. Richard D. Lambert (1970–1972)
7. Marvin E. Wolfgang (1972–1998)
8. Kathleen Hall Jamieson (1998–1999)
9. Jaroslav Pelikan (1999–2001)
10. Lawrence W. Sherman (2001–2005)
11. Douglas S. Massey (2006–2015)
12. Kenneth Prewitt (2015–2021)
13. Marta Tienda (2021–)[4]